# Vicente Calderón
Vicente Calderón Pérez-Cavada (ur. 27 maja 1913 w Torrelavega, zm. 24 marca 1987 w Madrycie) – hiszpański przedsiębiorca, w latach 1964–1980 i 1982–1987 prezes klubu piłkarskiego Atlético Madryt.

## Życiorys
W wieku 20 lat stracił rodziców i musiał sam się utrzymywać. Pracował w wielu miejscach, aż w końcu dzięki swojej pracowitości został dobrze prosperującym biznesmenem. Swoje interesy rozwijał głównie w Madrycie i Gandía, miasteczku w regionie Walencji, w którym zgodnie ze swoim życzeniem został pochowany.

## Prezes Atlético Madryt
21 stycznia 1964, ze względu na złą sytuację ekonomiczną i sportową, dymisję złożył ówczesny prezes Atlético Madryt Javier Barroso. Vicente Calderón pełnił tymczasowo jego obowiązki do 17 marca, kiedy to został wybrany nowym prezesem.
W krótkim czasie udało mu się rozwiązać problemy ekonomiczne, które uniemożliwiały dokończenie rozpoczętej w 1961 budowy nowego stadionu, mającego zastąpić wysłużony Estadio Metropolitano (Stadion Miejski). Miejscem budowy było nabrzeże płynącej przez Madryt rzeki Manzanares. Już 2 października 1966 odbyła się inauguracja nowego obiektu, nazwanego Estadio del Manzanares (Stadion Manzanares). Po niespełna 5 latach, 14 lipca 1971, w uznaniu zasług prezesa walne zgromadzenie władz klubu przegłosowało zmianę nazwy na Estadio Vicente Calderón.
Po 16 latach pracy, 16 lipca 1980 Vicente Calderón złożył dymisję z funkcji prezesa Atlético Madryt, co rozpoczęło kolejny trudny etap w historii klubu, w którym funkcję prezesa krótko pełnił Alfonso Cabeza oraz trzej prezesi tymczasowi. Doprowadziło to do tego, że 23 lipca 1982 ponownie wybrano Calderóna na stanowisko prezesa Atlético.
Okres drugiej prezesury Calderóna nie był już tak dobry dla klubu i zakończył się zdobyciem jednego tylko trofeum: Pucharu Króla w 1985.
Vicente Calderón zmarł z powodu zawału serca 24 marca 1987, będąc nadal aktywnym prezesem klubu. Następnym prezesem został Jesús Gil.

## Sukcesy
Podczas prezesury Calderóna klub zdobył:
- Puchar Interkontynentalny w roku 1974,
- Mistrzostwo Hiszpanii w sezonach 1965/1966, 1969/1970, 1972/1973 i 1976/1977,
- Puchar Króla (w latach 1939–1976 Puchar Generalissimusa) w latach 1965, 1972, 1976 i 1985.
- Finał Pucharu Europy Mistrzów Krajowych: 1974